# Irani
Irani este un oraș în Santa Catarina (SC), Brazilia.